# Lendsiedel
Lendsiedel ist ein Stadtteil von Kirchberg an der Jagst im baden-württembergischen Landkreis Schwäbisch Hall mit etwa 1400 Einwohnern.

## Lage
Der Stadtteil Lendsiedel ist der flächengrößte der Kleinstadt Kirchberg. Er liegt auf der Hohenloher Ebene beidseits der Jagst, die ihn von Osten nach Westen durchquert. Zu ihm gehören außer dem Dorf Lendsiedel auch noch die Weiler Diembot, Dörrmenz, Eichenau, Herboldshausen, Kleinallmerspann, Weckelweiler und das Gehöft Sommerhof.
Das Dorf Lendsiedel hat die mit Abstand größte Einwohnerzahl davon. Es liegt weniger als anderthalb Kilometer westlich der Kirchberger Innenstadt auf einem Höhenrücken südlich der Jagst und weit überwiegend zwischen den dieser dort in zuletzt tiefen Talkerben zulaufenden Nebenbächen  Schindelbach im Osten und Heppach im Westen.

## Öffentliche Einrichtungen
Der Ortskern liegt um die mittelalterliche Stephanuskirche, deren Kirchturm vermutlich aus der Zeit um 1200 stammt, während das Kirchenschiff und der Chor um 1511 erbaut wurden. Besondere Beachtung verdient die Kirche durch eine Orgel von 1702, die älteste in Baden-Württemberg. Sie wurde von Otto Reinhard Metzenius erbaut. Das Pfarramt mit der Anschrift Hauptstraße Nr. 22 steht nahebei.
Am nordwestlichen Ortsrand liegt der Kindergarten Regenbogen. Früher wurden dort auch die ersten zwei Grundschulklassen unterrichtet, heute besuchen die Kinder die August-Ludwig-Schlözer-Schule in Kirchberg.
Den öffentlichen Nahverkehr (ÖPNV) betreibt der Verkehrsverbund Kreisverkehr Schwäbisch Hall mit drei Busverbindungen und auch Rufbussen. Die nächste Autobahnauffahrt ist die Anschlussstelle Kirchberg an der A 6 in weniger als 4 km Entfernung auf der Straße, zum nächste Bahnhof an der Bahnstrecke Crailsheim–Heilbronn in Ilshofen-Eckartshausen ist es doppelt so weit.

## Geschichte
Am 1. Januar 1975 wurden die Gemeinden Lendsiedel und Kirchberg an der Jagst zur neuen Gemeinde Kirchberg an der Jagst zusammengeschlossen. Gegenüber dem Gebietsstand der Altgemeinde Lendsiedel von 1847 hat der heutige Stadtteil eine größere Fläche und den Weiler Weckelweiler von Gaggstatt dazugewonnen.